# Гхошал, Ануп
Ануп Гхошал (бенг. অনুপ ঘোষাল; 1945, Калькутта, Британская Индия — 15 декабря 2023, Калькутта) — индийский закадровый исполнитель и кинокомпозитор, работавший в фильмах на хинди и бенгальском языке. Лауреат Национальной кинопремии за лучший закадровый вокал.

## Биография
Родился в 1945 году в семье Лабаньи и Амульи Чандры Гхошала, у которых уже было несколько дочерей. Когда ему было 4 года, мать организовала его обучение музыке. Сначала он учился у своей старшей сестры Гиты, а впоследствии изучал Рабиндра-сангит у Дебабраты Бисваса, классическую музыку у Тарапады Чакраборти и Сукхенду Госвами и бенгальские песни у Маниндры Чакраборти. Обучение Анупа музыке продолжалось до 26 лет, в результате чего он научился исполнять тхумри, кхаял, бхаджаны, рагпрадхан, Назрулгити, Двиджендрагити, Раджникантер Гаан, современные бенгальские песни и некоторые народные. Его первое выступление состоялось в возрасте четырех с половиной лет, когда он спел в детской программе «Shishu Mahal» на Всеиндийском радио. 
После школы он получил степень магистра гуманитарных наук в колледже Асутош в Калькутте, а затем — доктора философии в Университете Рабиндра Бхарати. В 1966–1967 годах Гхошал занял первое место на экзамене на степень Сангит Бхарати (классическая музыка) и был награжден золотой медалью.
В 19 лет началась его карьера закадрового исполнителя. В это время Сатьяджит Рай, которому не удалось пригласить в свой фильм Кишора Кумара, искал новый голос для исполнителя главной роли Тапена Чаттерджи. Гхошала предложила жена Рая, Биджоя, поддерживавшая хорошие отношения с сестрой певца Намитой Гхошал, которая ранее исполнила песню в фильме «Зверинец» (1967). Режиссёр прослушал его и в итоге доверил певцу исполнение восьми из десяти песен в «Гупи поёт, Багха танцует» (1969).
Гхошал записал песни для примерно 22 бенгальских фильмов. В 1970 году он исполнил «Chhoti si panchi» в паре с Арти Мукарджи для драмы «Сагина Махато» Тапана Синха, за что был отмечен Bengal Film Journalists' Association Awards. Он также написал музыку для этого фильма. В 1976 году он спел «Se bhalobasile jibane mamo» для фильма Harmonium Синхи и «Mohanbagan Eastbengaler khela hoyechhe» для Mohanbaganer Meye Ману Сена. В 1980 году он вновь сотрудничал с Раем и записал одиннадцать песен для «Королевства алмазов». По словам историка музыки Анирудхи Бхаттачарджи, Рай попросил Кишора Кумара замолвить словечко, чтобы Гхошал смог найти работу в Мумбаи, и тот порекомендовал его Р. Д. Бурману для исполнения «Tujhse Naraz Nahin Zindagi» в фильме «Необдуманный шаг». Поэтому, записывая песню Гхошал пытался подражать Кишору и отказался от какого-либо вознаграждения за работу. Тем не менее за исполнение этой песни он получил Национальную кинопремию. Рай снова пригласил певца для работы над документальным фильмом о Сукумаре Райе в 1987 году, чтобы тот вновь стал певческим голосом Тапена Чаттерджи.
Помимо фильмов на бенгальском и хинди, Гхошал записал песни на нескольких других индийских языках, таких как ассамский и бходжпури.
В 2011 году он представлял Тринамул конгресс на выборах в законодательное собрание в избирательном округе Уттарпара и победил.
В конце 2023 года Гхошал был помещён в частную больницу на юге Калькутты, где скончался в результате полиорганной недостаточности 15 декабря в возрасте 77 лет. У него остались две дочери.